# Copa Sendai de 2003
A Copa Sendai de 2003 foi a 1ª edição dessa competição organizada pela Japan Football Association (JFA), para jogadores com até 19 anos de idade. Realizou-se entre os dias 25 e 28 de setembro na cidade de Sendai, no Japão. Todos os jogos foram disputados no Sendai Stadium.
O Brasil sagrou-se campeão após acumular o maior número de pontos entre as quatro participantes. O Japão ficou com o vice-campeonato, a Itália com o terceiro lugar e a Seleção da Região de Tohoku com o quarto lugar.

## Regulamento
A Copa Sendai é disputada por 4 seleções. Todos os times jogam entre si uma única vez. Será declarado campeão o time que obtiver o maior número de pontos após as 3 rodadas.

### Critérios de desempate
Caso haja empate de pontos entre dois ou mais equipes, os critérios de desempates serão aplicados na seguinte ordem:
1. Número de vitórias;
2. Saldo de gols;
3. Gols marcados;
4. Confronto direto;
5. Número de cartões vermelhos;
6. Número de cartões amarelos.

## Equipes participantes
| Equipe | Confederação |
| ------ | ------------ |
| Brasil | CONMEBOL     |
| Itália | UEFA         |
| Japão  | AFC          |
| Tohoku | JFA          |

## Jogos

### Primeira Rodada
| 25 de setembro de 2003 | Japão             | 1 x 0  | Itália | Sendai Stadium, Sendai             |
| 15h10 (UTC+9)          | Sōta Hirayama 11' | Súmula |        | Público: 4,512 Árbitro: Yagi Akane |

| 25 de setembro de 2003 | Tohoku | 0 x 5  | Brasil                                                               | Sendai Stadium, Sendai                   |
| 17h40 (UTC+9)          |        | Súmula | 19' Diego Tardelli · 45+2' Levi · 63' Diogo · 68' Luizinho · 75' Léo | Público: 4,346 Árbitro: Ishizawa Satoshi |

### Segunda Rodada
| 27 de setembro de 2003 | Japão | 0 x 4  | Brasil                                           | Sendai Stadium, Sendai               |
| 15h00 (UTC+9)          |       | Súmula | 32' Diego Tardelli · 33', 81' Wilson · 40' Diogo | Público: 4,980 Árbitro: Hideaki Sato |

| 27 de setembro de 2003 | Tohoku | 0 x 3  | Itália                                        | Sendai Stadium, Sendai                  |
| 17h30 (UTC+9)          |        | Súmula | 1', 59' Domenico Girardi · 84' Andrea Alberti | Público: 4,650 Árbitro: Yoshi Taka Oumi |

### Terceira Rodada
| 28 de setembro de 2003 | Itália                  | 2 x 2  | Brasil                                 | Sendai Stadium, Sendai                |
| 13h00 (UTC+9)          | Andrea Alberti 16', 59' | Súmula | 67' Diego Tardelli · 76' Gérson Magrão | Público: 6,241 Árbitro: Hiroshi Maeno |

| 28 de setembro de 2003 | Tohoku          | 1 x 2  | Japão                                  | Sendai Stadium, Sendai                 |
| 15h30 (UTC+9)          | Goshi Okubo 21' | Súmula | 35' Keisuke Funatani · 66' Kazuki Hara | Público: 5,950 Árbitro: Saitou Takashi |

## Classificação
| Pos. | Time   | Pts | J | V | E | D | GP | GC | SG |
| ---- | ------ | --- | - | - | - | - | -- | -- | -- |
| 1    | Brasil | 7   | 3 | 2 | 1 | 0 | 11 | 2  | +9 |
| 2    | Japão  | 6   | 3 | 2 | 0 | 1 | 3  | 5  | -2 |
| 3    | Itália | 4   | 3 | 1 | 1 | 1 | 5  | 3  | +2 |
| 4    | Tohoku | 0   | 3 | 0 | 0 | 3 | 1  | 10 | -9 |

## Premiação
| Copa Sendai de 2003           |
| Seleção Brasileira de Futebol |
| ----------------------------- |
| BRASIL Campeão (1º título)    |

## Artilharia
Atualizado em 14 de setembro às 17:18 UTC-3
| Gols | Jogador        |
| ---- | -------------- |
| 3    | Andrea Alberti |
| 3    | Diego Tardelli |
| 2    | Diogo          |